# Regina Häusl
Regina Häusl (Bad Reichenhall, 17 dicembre 1973) è un'ex sciatrice alpina tedesca specialista delle prove veloci.
Pur avendo conquistato un solo successo in Coppa del Mondo, riuscì nel 1999-2000 ad aggiudicarsi la Coppa del Mondo di discesa libera.
Agli inizi della carriera, prima della riunificazione tedesca (1990), gareggiò per la nazionale tedesca occidentale.

## Biografia

### Stagioni 1990-1995
La Häusl, originaria di Schneizlreuth, debuttò in campo internazionale in occasione dei Mondiali juniores di Zinal 1990 e ottenne il primo piazzamento in Coppa del Mondo il 7 dicembre 1991 a Santa Caterina Valfurva in supergigante, classificandosi 15ª. Nella stessa stagione esordì ai Giochi olimpici invernali, senza classificarsi nella combinata di Albertville 1992, e vinse due medaglie d'oro ai Mondiali juniores di Maribor, nel supergigante e nello slalom gigante.
Nella stagione 1992-1993 in Coppa del Mondo ottenne tre podi (tra i quali il primo in carriera, il 3º posto nel supergigante di Lake Louise del 20 dicembre, e l'unica vittoria, nella discesa libera dell'Olimpia delle Tofane di Cortina d'Ampezzo il 9 gennaio) e si classificò 2ª nella Coppa del Mondo di discesa libera staccata di 281 punti dalla vincitrice, la sua connazionale Katja Seizinger. Sempre nel 1993 esordì ai Campionati mondiali: nella rassegna iridata di Morioka fu 32ª nella discesa libera e 10ª nel supergigante.

### Stagioni 1996-2005
Ai Mondiali di Sierra Nevada 1996 si classificò 24ª nella discesa libera e 13ª nel supergigante e l'anno dopo, nella rassegna iridata di Sestriere, fu 11ª nella discesa libera. Ai XVIII Giochi olimpici invernali di Nagano 1998 si piazzò 4ª nel supergigante, 30ª nello slalom gigante e non completò la discesa libera, mentre ai Mondiali di Vail/Beaver Creek 1999 si classificò 5ª nella discesa libera e 13ª nel supergigante. Nella stagione 1999-2000 in Coppa del Mondo ottenne sei podi (tra i quali l'ultimo in carriera, il 2º posto nella discesa libera di Innsbruck Patscherkofel del 25 febbraio) e, pur non avendo vinto alcuna gara, si aggiudicò la coppa di cristallo di discesa libera con 5 punti di vantaggio sulla seconda classificata, l'austriaca Renate Götschl.
Si congedò dai Giochi olimpici invernali a Salt Lake City 2002, dove si classificò 10ª nella discesa libera e non completò il supergigante, e dai Campionati mondiali a Sankt Moritz 2003, piazzandosi 16ª nella discesa libera e 29ª nel supergigante. L'ultima gara in Coppa del Mondo della sciatrice bavarese fu la discesa libera disputata a Cortina d'Ampezzo il 16 gennaio 2005, che chiuse al 33º posto; si congedò dal Circo bianco il 6 febbraio successivo in occasione del supergigante di Coppa Europa di Castelrotto, dove fu 24ª.

## Palmarès

### Mondiali juniores
- 2 medaglie:
  - 2 ori (supergigante, slalom gigante a Maribor 1992)

### Coppa del Mondo
- Miglior piazzamento in classifica generale: 10ª nel 1993
- Vincitrice della Coppa del Mondo di discesa libera nel 2000
- 13 podi (10 in discesa libera, 3 in supergigante):
  - 1 vittoria
  - 7 secondi posti
  - 5 terzi posti

#### Coppa del Mondo - vittorie
| Data            | Località          | Paese  | Specialità |
| --------------- | ----------------- | ------ | ---------- |
| 19 gennaio 1993 | Cortina d'Ampezzo | Italia | DH         |

Legenda:

DH = discesa libera

### Campionati tedeschi
- 7 medaglie[1]:
  - 5 ori (discesa libera nel 1992; discesa libera nel 1996; discesa libera, supergigante nel 1998; discesa libera nel 1999)
  - 2 argenti (discesa libera nel 1991; supergigante nel 1998)